# Talaingod
Talaingod (Bayan ng Talaingod) är en kommun i Filippinerna. Kommunen ligger på ön Mindanao, och tillhör provinsen Davao del Norte. Folkmängden uppgår till 16 594 invånare.
Talaingod är indelat i 3 barangayer.